# Samuel S. Wilks
Samuel Stanley Wilks (Little Elm, Texas, 17 juni 1906 – Princeton (New Jersey), 7 maart 1964) was een Amerikaanse statisticus die een belangrijke rol speelde bij de ontwikkeling van de wiskundige statistiek, met name op het gebied van praktische toepassingen.

## Vroege leven en opleiding
Wilks werd geboren in Little Elm, Texas en groeide op op een boerderij. Hij studeerde "Industrial Arts" aan het North Texas State Teachers College in Denton, Texas, en behaalde zijn bachelordiploma in 1926. Hij ontving in 1928 zijn mastersgraad in wiskunde van de Universiteit van Texas. Hij promoveerde aan de University of Iowa bij Everett F. Lindquist. Zijn proefschrift ging over een probleem bij statistische metingen in het onderwijs, en werd gepubliceerd in het Journal of Educational Psychology.

## Carrière
Wilks werd in 1933 instructeur in de wiskunde aan de Universiteit van Princeton. In 1938 verving hij Harry C. Carver in de redactie van het tijdschrift Annals of Mathematical Statistics. Wilks stelde een adviesraad in voor het tijdschrift van belangrijke personen in de statistiek en de kansrekening, waaronder Ronald Fisher, Jerzy Neyman en Egon Pearson.
Tijdens de Tweede Wereldoorlog was hij consultant bij de Office of Naval Research. Zowel tijdens als na de oorlog had hij een grote invloed op de toepassing van statistische methoden op alle aspecten van militaire planning.
Wilks werd in 1944 benoemd tot hoogleraar wiskunde en directeur van de afdeling wiskundige statistiek op Princeton, en werd voorzitter op de afdeling wiskunde van de universiteit in 1958.
Wilks is in 1964 overleden in Princeton.

## Werk in de wiskundige statistiek
Wilks werd bekend door zijn werk op het gebied van de multivariate statistiek. Hij hield zich ook bezig met zogeheten 'unit-weighted regression'.
Een ander resultaat, de Stelling van Wilks, komt voor in de theorie van de aannemelijkheidsquotiënttoetsen. Daarmee toonde Wilks aan dat de verdeling van de logaritme van het aannemelijkheidsquotiënt asymptotisch een chi-kwadraatverdeling heeft.
Vanaf het begin van zijn carrière heeft Wilks sterk de nadruk gelegd op praktische toepassingen van de alsmaar toenemende abstractie op het gebied van de wiskundige statistiek. Ook andere onderzoekers, zoals John Tukey, zijn door hem in die richting beïnvloed. Op basis van zijn proefschrift werkte Wilks met de Educational Testing Service bij het ontwikkelen van gestandaardiseerde tests, zoals de SAT, die een grote invloed hebben in het Amerikaanse onderwijs. Hij heeft ook gewerkt met Walter Shewhart op statistische toepassingen bij de kwaliteitscontrole in de productie.
Wilks lambda-verdeling is een kansverdeling die betrekking heeft op twee onderling onafhankelijke Wishart-verdeelde variabelen. De verdeling speelt een belangrijke rol in de multivariate statistiek en bij de aannemelijkheidsquotiënttoets.

## Eer
Te zijner ere noemde de American Statistical Association de Wilks Memorial Award naar Wilks.